# Byron Mann
Byron Mann (chino : 文峰; pinyin : Wen Feng) (Hong Kong; 13 de agosto de 1967) es un actor hongkonés que ha hecho películas en Hollywood y en Asia. 
Mann actuó en películas como Red Corner y The Corruptor, y en la serie de televisión Dark Angel, y también ha coprotagonizado en Catwoman e Invincible. Mann se hizo muy popular y conocido por participar en la película Street Fighter: Ultimate Battle (junto a Jean-Claude Van Damme y Raúl Juliá) como Ryu. La película se basa en el popular videojuego del mismo nombre. 
Mann está interesado en los deportes, especialmente en tenis y golf. En un momento dado fue un jugador de tenis de alta clasificación en Hong Kong. También es un Wushu profesional, y ha mostrado sus habilidades en películas como Invencible y Street Fighter.

## Filmografía
- Last Flight Out (1990) (TV)
- Ghost Ship (1992) — Charlie
- Murphy Brown (1993) — Quan Chang. Episodio: "The Young & the Rest of Us"
- Time Trax (1994) — Taki. Episodio: "Return of the Yakuza"
- Possessed by the Night (1994) — Fok Ping Wong
- Deadly Target (1994) — Chang
- Street Fighter: Ultimate Battle (1994) — Ryu Hoshi
- Street Fighter: The Movie video game (1995) — Ryu
- Crying Freeman (1995) — Koh
- Murder, She Wrote (1996) — Yosuki Ishida. Episodio "Kendo Killing"
- Pacific Blue (1996) — Marlon Ky. Episodio: "The Enemy Within"
- The Sentinel (1997) — Tommy Wu. Episodio: "Poachers"
- Red Corner (1997) — Lin Dan
- American Dragons (1998) — Shadow
- The Corruptor (1999) — Bobby Vu
- Martial Law (1999) — Ataru Nakamura. Episodio: "This Shogun for Hire"
- Walker, Texas Ranger (2000) — P. K. Song. Episodio: "Black Dragons"
- UC: Undercover (2001) — Simon Shen. Episodio: " Amerikaz Most Wanted"
- Invincible (2001) — Michael Fu
- The Chang Family Saves the World (2002)
- Dark Angel (2000, 2001 y 2002). Varios episodios
- Robbery Homicide Division (2002). Episodio: "Life Is Dust"
- 1st to Die (2003) (TV) — Derek Lee
- Belly of the Beast (2003) — Sunti
- Petits mythes urbains (2004) - Episodio: "Scalpel illégitime"
- Catwoman (2004) — Wesley
- Sniper 3 (2004) — Quan
- Smallville. Episodios: "Insurgence" (2003) y "Sacred" (2005)
- Fallen (2006) — Samchiel
- The Counting House (2006) — Jackie
- Dragon Boys (2007) — Tommy Jiang. Dos episodios
- Shanghai Kiss (2007) — Jai Li
- Blonde and Blonder (2007) — Mr. Wong
- The Unit (2009) — Stanley Wu. Episodio: "Bad Beat"
- Motherland (2009) — Michael Wong.
- A Dangerous Man (2009) — El coronel
- 39 (2009) — Kenny
- Vauxhall Crossed (2010) — Michael Wong
- Bloodletting & Miraculous Cures (2010) — Chen. Ocho episodios
- El hombre de los puños de hierro (2012) - Silver Lion
- Arrow (2012) (TV) - Yao Fei. Varios episodios
- La gran apuesta — Wing Chau
- Altered Carbon (2018) — Takeshi Kovacs
- Skyscraper )
- Wu Assassins (2019)

- Datos: Q771329